# Perizoma cyrtozona
Perizoma cyrtozona är en fjärilsart som beskrevs av Louis Beethoven Prout 1922. Perizoma cyrtozona ingår i släktet Perizoma och familjen mätare. Inga underarter finns listade i Catalogue of Life.